# Tadeusz Suchorzewski
Tadeusz Suchorzewski (ur. 1779 roku w Sarbinowie w ówczesnym powiecie kościańskim – zm. w 1852 roku w Paryżu) – generał brygady armii Królestwa Polskiego i generał brygady powstania listopadowego.

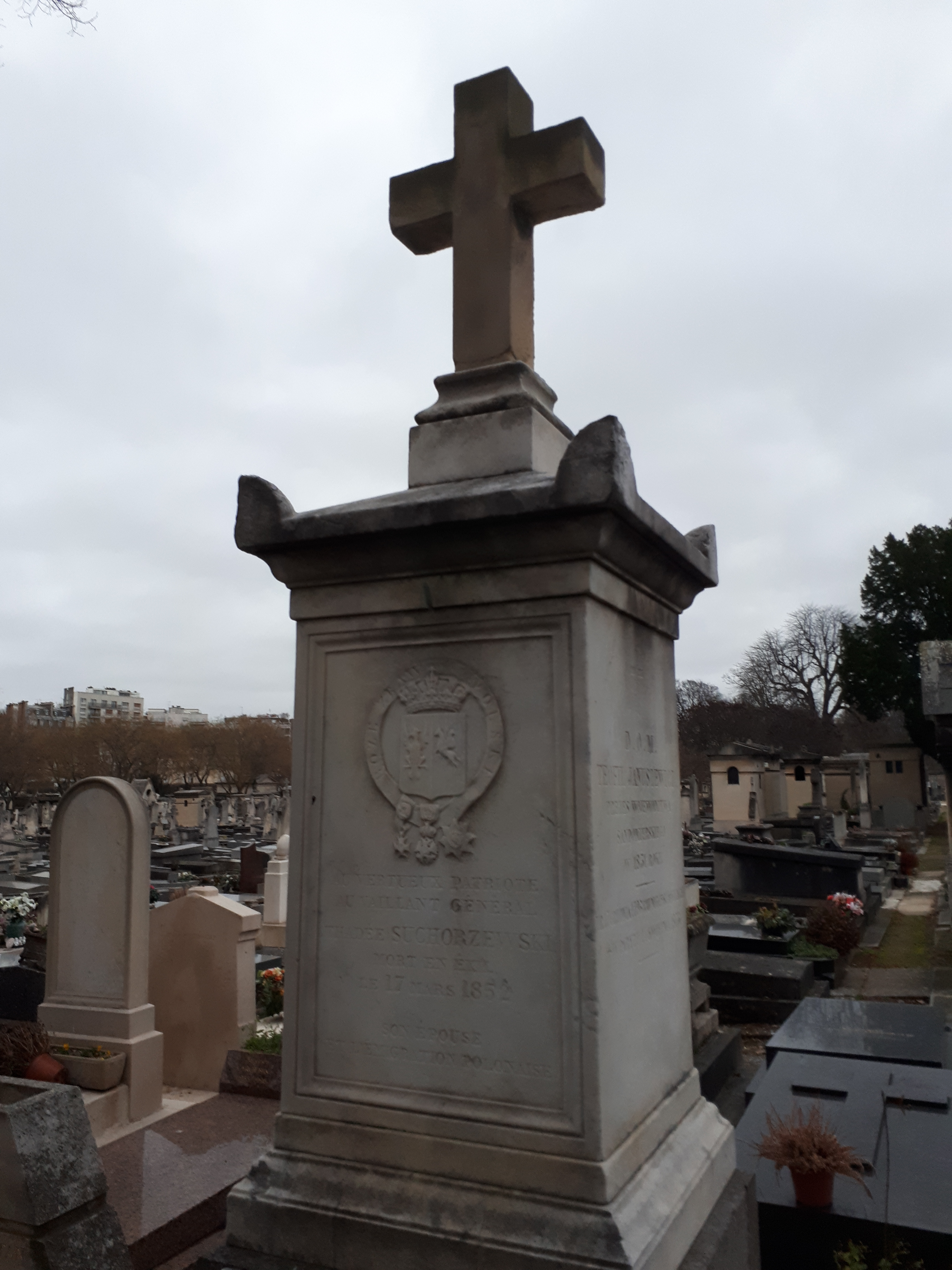
Grób Tadeusza Suchorzewskiego

## Życiorys
Służbę wojskową rozpoczął w roku 1800 w Legii Naddunajskiej. W 1801 wziął dymisje i powrócił do kraju w stopniu porucznika. W 1806 wszedł do poznańskiej gwardii honorowej jako kapitan.
Wziął udział w kampanii mazurskiej 1807 i dostał się do niewoli rosyjskiej. Po uwolnieniu brał udział w wojnie z Austrią w 1809 jako szef szwadronu. Od listopada 1809 major w 6 pułku ułanów.
W kampanii moskiewskiej 1812 pułkownik i dowódca pułku. W kampanii saskiej sześciokrotnie ranny. Pod Lipskiem ponownie dostał się do niewoli rosyjskiej.
Od stycznia 1815, po powrocie w wojsku dowódca 2 pułku strzelców konnych Armii Królestwa Polskiego.
Generał brygady z 1818 jako dowódca 1 Brygady Ułanów. Odznaczony Orderem Świętego Stanisława II klasy w 1820 roku i III klasy w 1819 roku.
W czasie powstania listopadowego krótko na czele 1 Dywizji Jazdy.
Z powodu przewlekłej choroby w lutym 1831 przeszedł do rezerwy.
Opuścił kraj z armia powstańczą. Internowany w Prusach Wschodnich. Potem emigrował do Francji i tam zmarł w Paryżu.
W 1835 roku został skazany przez władze rosyjskie na konfiskatę dóbr za udział w powstaniu listopadowym.
Był członkiem loży wolnomularskiej Bracia Zjednoczeni w drugim stopniu rytu ("czeladnik").
W 1830 roku został nagrodzony Znakiem Honorowym za 20 lat służby.
Został pochowany na Cmentarzu Montparnasse w Paryżu.